# Radnevo
Radnevo (in bulgaro Раднево?) è un comune bulgaro situato nella regione di Stara Zagora di 22 952 abitanti (dati 2009). La sede comunale è nella località omonima.

## Località
Il comune è formato dall'insieme delle seguenti località:
- Radnevo (Раднево) (sede comunale)
- Beli brjag (Бели бряг)
- Bozduganovo (Боздуганово)
- Bălgarene (Българене)
- Daskal-Atanasovo (Даскал-Атанасово)
- Dinja (Диня)
- Gledačevo (Гледачево)
- Kovač (Ковач)
- Kovačevo (Ковачево)
- Kolarovo (Коларово)
- Konstantinovec (Константиновец)
- Ljubenovo (Любеново)
- Maca (Маца)
- Ovčarci (Овчарци)
- Polski Gradec (Полски Градец)
- Risimanovo (Рисиманово)
- Svoboden (Свободен)
- Sărnevo (Сърнево)
- Tihomirovo (Тихомирово)
- Topoljane (Тополяне)
- Trojanovo (Трояново)
- Trǎnkovo (Трънково)
- Zemlen (Землен)
- Znamenosec (Знаменосец)